# Бранденбургская марка (гау)
Гау Бранденбургская марка (нем. Gau Mark Brandenburg) — региональное отделение НСДАП. В 1940 году Гау Курмарк была переименована в Бранденбургскую марку. Гау была распущена в 1945 году, после того, как эта область была взята советскими войсками и состоялась официальная капитуляция Германии в 1945 году. После войны территория бывшей гау стала частью земли Бранденбург в Германской Демократической Республике, за исключением границы по Одеру-Нейссе, которая была передана в состав Польской Народной Республики. В настоящее время территория поделена между германской землёй Бранденбург и польским Любуским воеводством.

## История
Нацистская система гау была первоначально создана на партийной конференции НСДАП 22 мая 1926 года с целью улучшения управления партийной структурой на территории Германии. После прихода в 1933 году национал-социалистов к власти на место немецких земель пришли гау.
Во главе их встали гауляйтеры, полномочия которых значительно возросли, особенно после начала Второй мировой войны; вмешательство со стороны руководства страны практически отсутствовало. Помимо властных полномочий, гауляйтеру также принадлежали партийные, в том числе он занимался пропагандистской деятельностью и слежкой за неблагонадежными лицами, с сентября 1944 года организовывал фольксштурм и оборону гау.
Пост гауляйтера в Бранденбурге первоначально занимал Вильгельм Кубе (1933—1936), а затем Эмиль Штюрц (1936—1945).
Концентрационный лагерь Равенсбрюк и концентрационный лагерь Заксенхаузен находились в гау Бранденбургская марка. Равенсбрюк был женским лагерем. Из 132 000 заключенных, которые были отправлены в лагерь, 92 000 погибли. Из примерно 200 000 заключенных в Заксенхаузене 30 000 погибли. Однако эти цифры не включает заключенных, которые умерли по дороге в лагерь или никогда не были зарегистрированы и убиты по прибытии, причем в основном это советские военнопленные.